# Дисереброгольмий
Дисереброгольмий — бинарное неорганическое соединение, интерметаллид
гольмия и серебра
с формулой Ag2Ho,
кристаллы.

## Получение
- Сплавление стехиометрических количеств чистых веществ:

{\displaystyle {\mathsf {Ho+2Ag\ {\xrightarrow {990^{o}C}}\ Ag_{2}Ho}}}

## Физические свойства
Дисереброгольмий образует кристаллы
тетрагональной сингонии, пространственная группа I 4/mmm, параметры ячейки a = 0,3680 нм, c = 0,9184 нм, Z = 2,
структура типа дисилицида молибдена MoSi2
.
Соединение конгруэнтно плавится при температуре 990°C.